# Parc de Sant Salvador
El Parc de Sant Salvador és un parc catalogat com a monument del municipi de Santa Coloma de Farners (Selva) inclòs en l'Inventari del Patrimoni Arquitectònic de Catalunya.

## Descripció
El Parc és un espai d'oci, situat al sud-oest de Santa Coloma de Farners, a tocar del nucli urbà, creat per l'ús públic a finals del segle xix. S'hi accedeix des del centre de la vila pel Passeig de Sant Salvador i el passeig de la Nòria. Queda delimitat entre la riera Major i la Muntanya del Rocar amb la carretera de Farners.
Amb més d'un miler d'arbres, la majoria plàtans, el parc és un espai natural creat a l'entorn de la Font de Sant Salvador, té, però diverses fonts i espais de lleure. A l'entrada hi ha arços i til·lers, però dins el parc s'hi troben també verns, castanyers d'índies, tells, sequoies, picea, cedres, xiprers, pinastres, alzines i suros.
Ja dins al Parc, el passeig de la Font Picant uneix les dues fonts principals, la de Sant Salvador i la Picant. Al seu voltant hi conflueixen la Riera de Sant Hilari i la del Castanyet formant la riera Major, amb la Resclosa. Hi ha també un parc infantil. Destaca el Monument a la Sardana, obra de l'escultor Josep Martí Sabé, i el Monument a Sant Salvador de G. Morera, així com l'espectacular roca convertida en l'actual Font de Sant Salvador.

## Història
El nom del Parc es deu a Salvador d'Horta (1520-1567), un franciscà nascut a Santa Coloma que esdevingué Sant l'any 1938. La Font Picant està dedicada al també colomenc frare dominic Sant Dalmau (1291-1341). La Font de Sant Salvador ja era utilitzada pels habitants de Santa Coloma a mitjan segle xviii, però no va ser fins a la Revolució del Setembre de 1868 quan es va intentar crear una zona pública que s'hi convertí finalment l'any 1895. Al llarg del segle XX es va anar ampliant tot l'entorn, amb diferents ampliacions aconseguides per l'Ajuntament a través de compres o donacions fins a configurar el que avui és l'actual Parc.